# Calidris tenuirostris
Il piovanello beccosottile (Calidris tenuirostris, Horsfield 1821) è un uccello della famiglia degli Scolopacidae.

## Sistematica
Calidris tenuirostris non ha sottospecie, è monotipico.

## Distribuzione e habitat
Questo uccello vive in Asia, dalla Russia all'Indonesia e dall'Arabia Saudita alla Malaysia, in Australia e in Alaska. È di passo in Nuova Zelanda e nell'Oceania occidentale, in Europa occidentale (Spagna, Regno Unito, Germania, Danimarca e Norvegia), nelle Seychelles, in Marocco, Yemen e Bahrein.